# Kovrčavi kelj
Kovrčavi kelj je povrće sa zelenim ili ljubičastim lišćem iz porodice kupusnjača (lat. Brassiceae). 
Ima velike žilave listove, vrlo kovrčave, dobro izraženoga okusa. Boja im varira od blijedo zelene do tamnozelene, ponekad do zelene obojene u plavo. Listovi nisu dobro zaobljeni, karakteristika je izražena latinskom riječju, koja opisuje ovu sortu kelja «acephala» i koja znači «bez glavice». Listovi nadjačavaju finu bjelkastu i vrlo vlaknastu stabljiku i mogu doseći od 30 do 40 cm. Dekorativan je pa su razvijene ukrasne sorte. 
Kovrčavi kelj jedna je od najotpornijih sorti iz porodice kupusnjača; može podnijeti temperature do -15 ° C, ali ne voli visoke temperature. Najviše se preporuča za izradu zelenih sokova, čipsa od kelja i sličnih jela i ne pada sirovi tako teško na želudac kao glavati kelj. Kovrčavi se kelj uzgaja potpuno isto kao i sve ostale vrste kelja i vrijede ista pravila kod uzgoja, bolesti i nametnika. Budući da je otporan na hladne temperature i lako raste, kovrčavi kelj vrlo je cijenjeno zimsko povrće, posebno u Škotskoj, Njemačkoj, Nizozemskoj i Skandinaviji. Danas se jede širom svijeta. 
Kovrčavi kelj prvo se uzgajao na mediteranskom području i zvao se kupus i prije pojave sadašnjega kupusa. U rimsko doba bio je značajna kultura; u srednjem vijeku postao je osnovna namirnica na selu, a u Sjedinjene Američke Države donijeli su ga Englezi u 17. stoljeću.

## Galerija
- Ruska sorta kovrčavoga kelja
- Ukrasni kovrčavi kelj
- Kovrčavi kelj kao prilog šunki i krumpirima.
- Izrada čipsa od kovrčavoga kelja.